# Mittelamerikanische Stacheltaschenmaus
Die Mittelamerikanische Stacheltaschenmaus (Heteromys salvini, Synonym: Liomys salvini), auch Salvin-Stacheltaschenmaus, ist eine Art der Stacheltaschenmäuse und kommt in mehreren Unterarten in Mittelamerika vom südlichen Mexiko bis Costa Rica vor.

## Merkmale
Die Mittelamerikanische Stacheltaschenmaus erreicht eine Kopf-Rumpf-Länge von etwa 11,4 Zentimetern bei den männlichen Tieren und 10,8 Zentimetern bei den Weibchen. Der Schwanz wird 8,8 bis 14,5 Zentimeter bzw. 8,1 bis 15,5 Zentimeter lang und das durchschnittliche Gewicht beträgt etwa 45 Gramm. Die Ohrlänge beträgt 14 Millimeter und die Hinterfußlänge 22 bis 31 Millimeter. Es handelt sich damit um eine für die Gattung vergleichsweise kleine Art, die Männchen sind im Durchschnitt etwas größer als die Weibchen. Das Fell der ausgewachsenen Tiere ist rau und beinhaltet einzelne versteifte, stachelähnliche Haare auf dem Rücken und an den Körperseiten. Das Rückenfell ist gräulich-braun bis dunkel-schokoladenbraun gefärbt, die Bauchseite ist weiß und es gibt keine sandfarbene Seitenlinie zwischen Rücken- und Bauchseite. Die Haare des Rückenfells sind lockig und überdecken die stachelartigen Haare.
Die vorderen Bereiche der Sohlen der Hinterfüße sind spärlich behaart und sie besitzen sechs Tuberkel. Die Kralle der zweiten Zehe der Hinterfüße ist löffelartig ausgebildet, wobei es sich wahrscheinlich um eine Anpassung an grabende Tätigkeiten handelt. Der Schwanz ist leicht behaart und an der Oberseite dunkler als an der Unterseite.
Die Molaren haben Kronen mittlerer Höhe und die Prämolaren sind niedriger ausgebildet. Die Paukenhöhlen sind nur leicht abgeflacht.

## Verbreitung

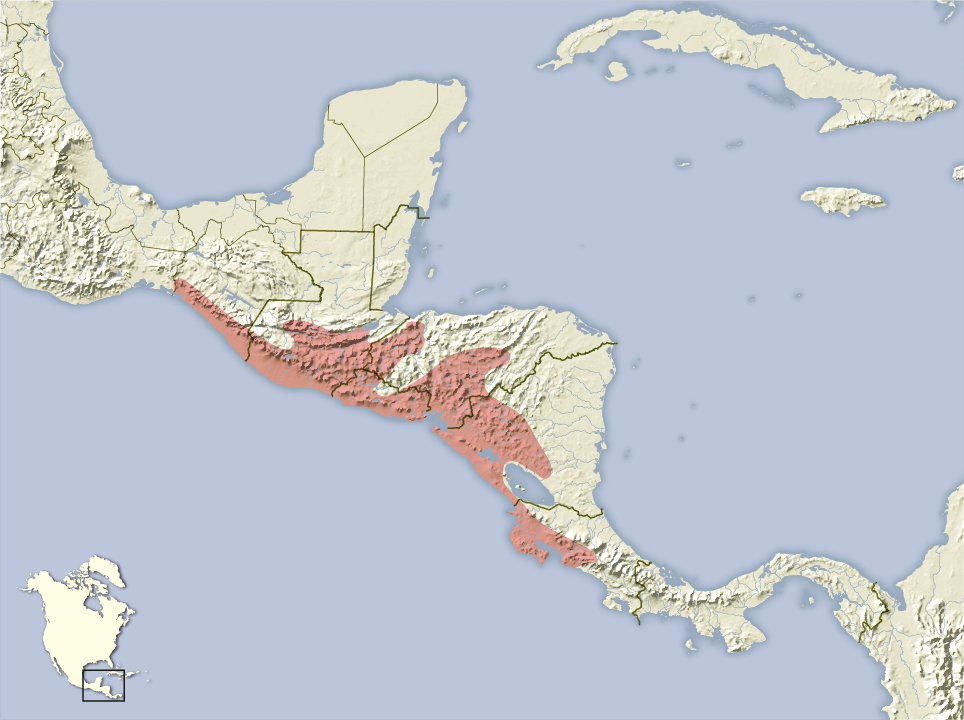
Verbreitungsgebiet der Mittelamerikanischen Stacheltaschenmaus

Die Mittelamerikanische Stacheltaschenmaus kommt in Teilen Mittelamerikas vom äußersten Süden Mexikos über Guatemala, Belize, El Salvador, Honduras und Nicaragua bis in den Norden von Costa Rica vor. Die Höhenverbreitung reicht von Meereshöhe im Flachland bis auf etwa 1500 Meter.

## Lebensweise
Die Mittelamerikanische Stacheltaschenmaus lebt vor allem in tropischen Wäldern entlang der mittelamerikanischen Pazifikküste sowie in Berglagen der mittelamerikanischen Gebirgszüge bis in Höhen von 1500 Metern. Die Wälder sind zumeist durch Kiefern und Eichen geprägt. Die Tiere sind nachtaktiv und kommen über das gesamte Jahr vor, sie legen ihre Baue im Boden an. Sie ernähren sich überwiegend von Samen, anderen Pflanzenmaterial sowie Insekten. Die Samen werden in den Backentaschen transportiert und in den Bauen oder in flachen Höhlungen in deren Umfeld eingelagert. Durch die Vorbehandlung der Samen, die von den Tieren gekaut und dann feucht eingelagert werden, kommen diese zur Keimung. Die Mittelamerikanische Stacheltaschenmaus kann sich monatelang von den keimenden Samen des Guanacaste (Enterolobium cyclocarpum) ernähren, die für andere Nagetiere der Region tödlich giftig sind; von ungekeimten Samen können sich die Tiere dagegen nicht ernähren.
Der Wurf der Tiere besteht aus zwei bis sechs Jungtieren, wobei die Brutzeit in Costa Rica saisonal von Januar bis Juli des Jahres ist. Die Weibchen können in diesem Zeitraum einen bis acht Würfe haben. In anderen Regionen kann die Brutzeit über das gesamte Jahr stattfinden. Das Geschlechtsverhältnis liegt bei 1:1, die minimale Überlebensrate liegt pro Jahr bei etwa 12 Prozent.

## Systematik

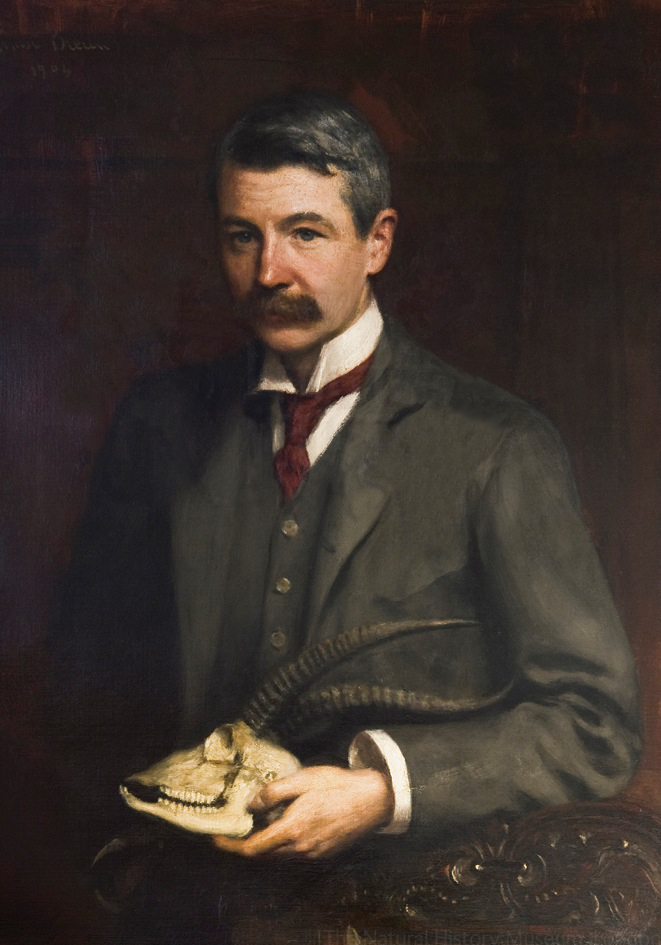
Der britische Zoologe Oldfield Thomas beschrieb die Art im Jahr 1893.

Die Mittelamerikanische Stacheltaschenmaus wird als eigenständige Art innerhalb der Gattung der Stacheltaschenmäuse (Heteromys) eingeordnet, die aus 16 Arten besteht. Die wissenschaftliche Erstbeschreibung stammt von Oldfield Thomas aus dem Jahr 1893, der die Art anhand von Individuen aus  Dueñas im Departamento Sacatepéquez in Guatemala einführte. Thomas ordnete die Art bereits in der Erstbeschreibung in die Gattung Heteromys ein, später wurde sie gemeinsam mit weiteren Arten der Gattung Liomys zugeordnet, die als paraphyletisch betrachtet wird und aufgelöst wurde. Gemeinsam mit seiner Schwesterart, der Panama-Stacheltaschenmaus (Heteromys adspersus), bildet die Mittelamerikanische Stacheltaschenmaus ein basales Taxon, für das die Gattung oder Untergattung Schaferia vorgeschlagen wurde.
Innerhalb der Art werden gemeinsam mit der Nominatform drei Unterarten unterschieden:
- Heteromys salvini salvini: Nominatform; kommt im Süden von Guatemala, in El Salvador sowie im Nordwesten und südlich-zentralen Honduras sowie dem westlich-zentralen Nicaragua einschließlich der Insel Ometepe im Nicaraguasee vor.
- Heteromys salvini crispus: Im Süden von Mexiko in der Küstenregion des südöstlichen Oaxaca und im südlichen Chiapas.
- Heteromys salvini vulcani: Im Westen von Nicaragua im Bereich der Vulkankette der Cordillera de los Maribios, den westlichen Flachlandregionen, westlich des Managuasees, der Meseta de los Pueblas und des Nicaraguasees sowie auf der Insel Zapatera im Nicaraguasee.

## Status, Bedrohung und Schutz
Die Mittelamerikanische Stacheltaschenmaus wird von der International Union for Conservation of Nature and Natural Resources (IUCN) als „nicht gefährdet“ (least concern) eingeordnet. Die Lebensräume in den Waldgebieten sind abnehmend und man geht davon aus, dass auch die Bestandsgrößen der Art rückläufig sind, potenzielle bestandsgefährdende Bedrohungen ist jedoch nicht bekannt.

## Belege
1. 1 2 3 4 5 6 7 8 9 10  Salvin's Spiny Pocket Mouse. In: David J. Hafner: Subfamily Heteromyoninae, Genus Heteromys. In: Don E. Wilson, T.E. Lacher, Jr., Russell A. Mittermeier (Herausgeber): Handbook of the Mammals of the World: Lagomorphs and Rodents 1. (HMW, Band 6) Lynx Edicions, Barcelona 2016, S. 195. ISBN 978-84-941892-3-4.
2. 1 2 3  Heteromys salvini in der Roten Liste gefährdeter Arten der IUCN 2018. Eingestellt von: E. Vázquez, L. Emmons, F. Reid, A.D. Cuarón, 2016. Abgerufen am 13. Dezember 2018.
3. 1 2 3 4   Liomys salvini. In: Don E. Wilson, DeeAnn M. Reeder (Hrsg.): Mammal Species of the World. A taxonomic and geographic Reference. 2 Bände. 3. Auflage. Johns Hopkins University Press, Baltimore MD 2005, ISBN 0-8018-8221-4.
4. ↑  Duke S. Rogers, Victoria L. Vance: Phylogenetics of Spiny Pocket Mice (Genus Liomys): Analysis of Cytochrome b Based on Multiple Heuristic Approaches. Journal of Mammalogy 86 (6), 14. Dezember 2005; S. 1085–1094. doi:10.1644/04-MAMM-A-185R3.1
5. ↑  John C. Hafner, Jessica E. Light, David J. Hafner, Mark S. Hafner, Emily Reddington, Duke S. Rogers, Brett R. Riddle: Basal Clades and Molecular Systematics of Heteromyid Rodents. Journal of Mammalogy 88 (5), 18. Oktober 2007; S. 1129–1145. doi:10.1644/06-MAMM-A-413R1.1